# Eddy (trofee)
De Eddy is een trofee die sinds 2024 de meest opvallende profwielrenners van het jaar bekroont. Het is een initiatief van het Vlaamse VRT-televisieprogramma en koerspodcast Wielerclub Wattage. De betrachting is vooral sympathieke en ludieke prijzen uit te delen tijdens een spektakelshow, gepresenteerd door Ruben Van Gucht. De benaming Eddy is een eerbetoon aan het Belgisch wielericoon Eddy Merckx.

## Uitreiking 2024
Op 16 oktober 2024 werden de allereerste Eddy's uitgereikt tijdens een show in discotheek Carré te Willebroek. Jasper Philipsen won de Snelle Eddy-trofee als beste sprinter. Die werd uitgereikt door de komiek Chris Van Den Durpel, verkleed als zijn gelijknamig typetje Snelle Eddy. De Belgische belofte Lars Daniels kreeg de Spektakel Eddy-trofee omdat hij tijdens de Arden Challenge-koers een ontsnapt paard, dat het peloton volgde, tot stilstand kon brengen. Wout van Aert kreeg de Godver Eddy-trofee omdat hij tweemaal zwaar ten val kwam in Dwars door Vlaanderen en de Ronde van Spanje. De carrièreprijs Merci Eddy ging naar José De Cauwer voor zijn decennialange verdiensten als wielrenner, ploegleider en koerscommentator.

## Overzicht winnaars
| Jaar | Snelle Eddy      | Spektakel Eddy | Eddy in Spe      | Opper Eddy    | Godver Eddy   | Merci Eddy     |
| ---- | ---------------- | -------------- | ---------------- | ------------- | ------------- | -------------- |
| 2024 | Jasper Philipsen | Lars Daniels   | Justine Ghekiere | Tadej Pogačar | Wout van Aert | José De Cauwer |